# Osric z Nortumbrii
Osric z Nortumbrii, Osricus (ur. w VII wieku; zm. 9 maja 729) - władca anglosaskiego królestwa Nortumbrii w latach 718-729.
Osric był synem króla Nortumbrii, Aldfritha, nie jest jednak pewne, czy jego matką była jedyna znana z imienia żona Aldfritha, Cuthburga, czy też inna kobieta. Kiedy zginął jego najstarszy brat, Osred, na tronie Nortumbrii zasiadł Cenred, przedstawiciel rodu Leodwaldingów, który również wywodził się od Idy, a jednak do tej pory ani razu nie dzierżył władzy. Nieznane są losy Cenreda, ale jego panowanie było podejrzanie krótkie, co zdaje się wskazywać na to, że padł ofiarą starć dynastycznych między potomkami Etelfryda i Leodwaldingami. Świadczy o tym również fakt, iż jego sukcesorem został główny rywal - Osric.
Osric nie miał potomków. Wiadomo jednak, iż na swego następcę wyznaczył brata Cenreda, Ceolwulfa. Fakt ten wskazywać może, że oba zwaśnione rody wypracowały wspólny kompromis.
Kronika anglosaska podaje, że Osric został zabity w 729 roku. Pochowano go w katedrze w Gloucester.